# Åke Johansson (attore)
Åke Johansson (Stoccolma, 9 marzo 1925 – Sigtuna, 2 luglio 2015) è stato un attore e giornalista svedese. Fu tra il 1938 e il 1942 uno dei più popolari attori bambini svedesi, per dedicarsi quindi da adulto alla carriera giornalistica.

## Biografia
Åke Thorild Johansson nasce a Stoccolma in Svezia nel 1925. Debutta al cinema all'età di 13 anni quale protagonista con Sven-Eric Gamble (altro attore bambino emergente del periodo) nel film Två år i varje klass (1938), diretto da Sigurd Wallén. Il film ha tale successo da produrre un sequel nello stesso anno (Sigge Nilsson och jag, 1938).
Con buone capacità di recitazione e un'ottima presenza scenica, Johansson diventa uno dei più popolari attori bambini svedesi dell'epoca, presente in una quindicina di pellicole tra il 1938 e il 1942. In Swing it, magistern! (1940) interpreta il fratello di Alice Babs e nello stesso anno si segnala in Familjen Björck, diretto da Anders Henrikson. 
Oltre al cinema è attivo anche in teatro e alla radio. Johansson aveva un buon talento musicale e era in amicizia con Kaj "Kajan" Hjelm, uno dei personaggi principali della serie radiofonica "La nostra banda" (Vårat gäng), in cui suonava e cantava una banda di giovani da Södermalm a Stoccolma. Il programma e i suoi partecipanti erano diventati molto popolari. Anche terminata la serie radiofonica, hanno continuato a visitare e a partecipare a spettacoli di varietà fino al 1948. Nel film Vårat gäng (1942), diretto da Gunnar Skoglund, Johansson e Alice Babs sono accolti come membri d'onore della banda.
Dopo il 1942, Johansson smise di recitare e, terminati gli studi, si dedico' alla carriera di giornalista e capo-redattore di alcuni importanti giornali svedesi.
Muore a Stoccolma nel 2015, all'età di 90 anni.

## Filmografia
- Flickornas Alfred, regia di Edvin Adolphson (1935) - non accreditato
- Två år i varje klass, regia di Sigurd Wallén (1938)
- Med folket för fosterlandet, regia di Sigurd Wallén (1938)
- Sigge Nilsson och jag, regia di Sigurd Wallén (1938)
- Adolf i eld och lågor, regia di Per-Axel Branner (1939) - non accreditato
- Mot nya tider, regia di Sigurd Wallén (1939)
- Familjen Björck, regia di Anders Henrikson (1940)
- L'uomo che voglio (Karl för sin hatt), regia di Schamyl Bauman (1940) - non accreditato
- Med dej i mina armar, regia di Hasse Ekman (1940)
- Swing it, magistern!, regia di Schamyl Bauman (1940)
- Springpojkar ä vi allihopa!, regia di Ivar Johansson (1941)
- Ung dam med tur, regia di Ragnar Arvedson (1941)
- Magistrarna på sommarlov, regia di Schamyl Bauman (1941)
- En fattig miljonär, regia di Lennart Wallén, Sigurd Wallén (1941) - non accreditato
- Vårat gäng, regia di Gunnar Skoglund (1942)

## Teatro
- Tummeliten (1938)
- Vi skiljas (1941)

## Radio (parziale)
- 33,333 (1940)